# 瑟爾 (北卡羅萊納州)
瑟爾（英語：Surl）是位於美國北卡羅萊納州珀森縣的非建制地區。

## 歷史
瑟爾的郵局於1883年設立，其後於1909年停運。

## 地理
瑟爾所處的海拔為高於海平面183米（即600英呎），而該地所採用的時區為UTC-5，即北美东部时区（EST）。同時該地設有夏令時間，為UTC-5調快一小時，即UTC-4（EDT）。